# Годинештиј де Сус (Бакау)
Годинештиј де Сус (рум. Godineștii de Sus) насеље је у Румунији у округу Бакау у општини Вултурени. Oпштина се налази на надморској висини од 253 m.

## Становништво
Према подацима из 2002. године у насељу је живело 94 становника, од којих су сви румунске националности.